# Кожабергенов, Аскар Сейдахметович
Аска́р Сейдахме́тович Кожаберге́нов (каз. Асқар Сейдахметұлы Қожабергенов; 20 сентября 1965, Казахская ССР, СССР) — советский и казахстанский футболист, играл на позиции защитника.

## Карьера
Состоял в ВЛКСМ. Выступая за команды 8 зоны 2 лиги чемпионата СССР, А. С. Кожаберенов провёл 115 матчей, в которых забил 10 мячей. В 1990—1991 годах за Кайрат (футбольный клуб), выступающий в 1 лиге чемпионата СССР, провёл 57 игр, забив 5 мячей. В чемпионатах Казахстана сыграл 127 игр, забив 14 мячей. В играх 1 лиги чемпионата Казахстан провёл 4 игры, забив 1 мяч. В сезоне 1993/94 играл в германской команде 3-й лиги «Пройссен 07» (Хамельн).

### Призовые места
| Год  | Команда         | достижения       |
| ---- | --------------- | ---------------- |
| 1992 | Кайрат (Алматы) | Чемпион          |
| 1997 | Кайрат (Алматы) | Бронзовый призёр |
| 1999 | Кайрат СОПФК    | Бронзовый призёр |

### Кубковые результаты (Кубок Казахстана)
| Год  | Команда         | достижения |
| ---- | --------------- | ---------- |
| 1992 | Кайрат (Алматы) | Чемпион    |
| 1997 | Кайрат (Алматы) | Чемпион    |

## Тренерская карьера
После окончания карьеры футболиста тренировал «Есиль-Богатырь» (Петропавловск), «Иртыш» (Павлодар), «Тобол» (Кустанай). С 2011 года — директор и ассистент главного тренера «Жетысу» (Талдыкорган). С 2012 года — председатель Совета Лиги футбола Казахстана. С 2012 года работал в тренерском штабе каскеленсокого «Сункара».